# Xyris curassavica
Xyris curassavica är en gräsväxtart som beskrevs av Robert Kral och Urquiola. Xyris curassavica ingår i släktet Xyris och familjen Xyridaceae.
Artens utbredningsområde är Kuba. Inga underarter finns listade i Catalogue of Life.